# Ковальчук Віктор Євгенович
Ві́ктор Євге́нович Ковальчу́к (нар. 8 грудня 1992 — 31 серпня 2014) — лейтенант Збройних сил України, учасник російсько-української війни.

## Короткий життєпис
Народився 1992 року в місті Самарканд. Дідусь та батько — військовики, Віктор також обрав військову кар'єру. Через деякий час родина переїхала до міста Козятин; закінчив 9 класів козятинської ЗОШ № 4, у 2010 році — ВПУ № 21 міста Миколаїв. 2014 року закінчив Академію сухопутних військ імені гетьмана Петра Сагайдачного, факультет аеромобільних військ та розвідки.
Після випуску поїхав у зону проведення бойових дій, командир взводу 80-ї окремої аеромобільної бригади. Батько Віктора, котрий викладав фізкультуру в Києві, полишив роботу й пішов добровольцем до Національної гвардії, пробув у Слов'янську півтора місяця. Віктор у зоні боїв з 1 серпня, охороняв Луганський аеропорт.
Загинув від смертельного поранення під час бою з російськими військовими формуваннями під Георгіївкою.
Його мама після поховання Віктора відмовилася від грошової матеріальної допомоги в 10 000 гривень, що їх надає обласна державна адміністрація кожній родині загиблих героїв, і попросила передати ці кошти військовому госпіталю — для поранених хлопців.
Похований у Козятині.
Без Віктора лишилися батьки.

## Нагороди та вшанування
За особисту мужність і героїзм, виявлені у захисті державного суверенітету та територіальної цілісності України, вірність військовій присязі під час російсько-української війни, відзначений — нагороджений
- 15 травня 2015 року — орденом Богдана Хмельницького III ступеня (посмертно)[1]
- нагрудним знаком «За оборону Луганського аеропорту» (посмертно)
- 2 червня 2017 року присвоєно звання «Почесний громадянин міста Козятин» (посмертно)[2]
- Його портрет розміщений на меморіалі «Стіна пам'яті полеглих за Україну» у Києві: секція 4, ряд 5, місце 9
- Вшановується 31 серпня на щоденному ранковому церемоніалі вшанування українських захисників, які загинули цього дня у різні роки внаслідок російської збройної агресії[3]
- 30 березня 2018 року нагороджений нагрудним знаком «За заслуги перед Козятинщиною» (посмертно)